# 17 파운드 자주포 아처
17 파운드 자주포 밸런타인 1형 아처(Self Propelled 17pdr, Valentine, Mk I, Archer)는 영국이 2차세계대전 기간 동안 사용한 발렌타인 전차의 차체에 17파운드 포를 탑재한 대전차자주포이다. 17파운드 (76.2mm) 포는 아주 우수한 포였지만, 그 무게 때문에 이동이 불편해서 포병 이동시에는 차량이 17파운드포를 직접 끌고가야 했다. 이렇게 기동성이 낮기 때문에 17파운드포는 차체에 탑재되는 것이 낫다고 판단되어, 차량화 시키기로 한다. 하지만 발렌타인전차에 17파운드포를 탑재하기에는 차체가 왜소했기 때문에 힘들었다. 대신 포탑부분을 단순한 형상의 오픈 탑식 전투실이 설치되어 차체 후방으로 향하도록 주포를 탑재했다. 이렇게 아처 대전차포가 탄생하였고. 종전까지 약 600대 가량이 생산되었다. 아처 대전차포는 영국기갑대에서 운용하지 않고, 영국왕립포병 연대가 운용했으며, 종전후 이집트나 이스라엘이 일부 썼다.

## 같이 보기
- 발렌타인 전차

## 참고 자료
- 필립 트레휘트 <장갑차량의 파이팅> 1999년판.